# Nyhems kyrka
Nyhems kyrka är församlingskyrka i Bräcke-Nyhems församling i Härnösands stift. Den ligger i byn Ulvsjö, som ligger mitt i Nyhems socken och dit enbart kyrkstigar ledde vid den tid kyrkan började byggas.

## Kyrkobyggnad
Kyrkan byggdes 1852-53 av byggmästaren Per Karlsson i Hosjö från Sundsjö församling. Arkitekt var Carl-Gustaf Blom-Carlsson i Stockholm.
Kyrkan rymmer 250 personer och är en träkyrka med långhus. Sakristian ligger i öster och tornet ligger i väster. Tornet kröns med kors och trätupp. Kyrkobyggnadens fasader har klätts med liggande panel. Fönstren är spetsvinkliga och taket har takspån.

## Interiör
Kyrkan har sniderier av Per Karlsson. Interiören är ljust pärlgrå och har detaljer som är snidade i guld. Kyrkorummet präglas av stram klassicism.
Korväggen har en altaruppsats, som består av pilastrar och gavelspets. Detta kröns med den liksidiga triangeln med Jahve inskrivet. Triangeln omges av molnformationer.
Altarmålningen är gjord av Anders Liljekvist och föreställer Jesus uppenbarar sig för kvinnorna på påskmorgonen. Altaret med målning omges av skenarkitektur med kolonner och balusterräcke.
Predikstolen har i sina speglar dekorationer med diverse teologiska symboler. Dessa binds ihop med baldakinen via ett draperi.
Nummetavlan är mycket speciell. Den har snidats som ett ståndur av snickaren Johannes Rislund år 1855. Rislund har även gjort dopfunten.
År 1891 skall orgelbyggaren Anders Victor Lundahl ha byggt en orgel till kyrkan.